# 自動車から排出される窒素酸化物及び粒子状物質の特定地域における総量の削減等に関する特別措置法
自動車から排出される窒素酸化物及び粒子状物質の特定地域における総量の削減等に関する特別措置法（じどうしゃからはいしゅつされるちっそさんかぶつおよびりゅうしじょうぶっしつのとくていちいきにおけるそうりょうのさくげんとうにかんするとくべつそちほう、平成4年6月3日法律第70号）は、自動車から排出される窒素酸化物および粒子状物質の抑制に関する法律で、大気汚染防止法に対する特別措置法である。略称：自動車NOx・PM法（じどうしゃNOx・PMほう）。
1992年（平成4年）6月3日に公布された。

## 制定の背景
この法律は、ディーゼル自動車から排出される窒素酸化物（NOx）を抑制することを目的に、1992年に関東地方と関西地方の大都市圏を対象に制定された「自動車NOx法」が元になっている。その後、自動車の交通量の増加や、粒子状物質（PM）が発がん性のおそれがあるという研究などによって、この法律が改正され、自動車NOx・PM法となった。この改正によって、規制対象物質としてPMが加えられ、対象地域として中京地方が追加された。

## 対象地域
- 首都圏：埼玉県、千葉県、東京都、神奈川県の各都県の一部
- 関西圏：大阪府、兵庫県の両府県の半数以上の市町
- 中京圏：愛知県、三重県の両県の半数以上の市町

## 内容
トラック・バス（ディーゼル車、ガソリン車、LPG車）及びディーゼル乗用車並びにこれらをベースにした特種用途自動車が対象となる。
NOx、PMともに排ガスの基準値が定められ、これに適合しない車は、順次、対象地域内に使用の本拠を置くこと（車検を通すこと）ができなくなる（車種規制）。
なお、自動車NOx・PM法に基づく車種規制では対象地域外に使用の本拠のある車が対象地域内に流入してくることを阻止することができず、大気環境の改善効果が期待できないとして、関東地方の一都三県（埼玉県、千葉県、東京都（島嶼部を除く）、神奈川県）の全域及び大阪府、兵庫県の一部地域については各自治体のディーゼル車規制条例により基準に適合しない車の走行が禁止されている（運行規制）が、各メーカーの乗用車、バン、トラックの特定のディーゼルエンジンに対応する後付けの触媒 (一部の古いエンジン及び現行のクリーンディーゼル車は対象外) を取り付けし、検査して合格すれば規制地域内での新規登録及び走行は可能である。しかしこれは上記の条例に基づいたものであり、国のディーゼル規制をパスする物ではない点に注意を要する。

### 2007年の法改正

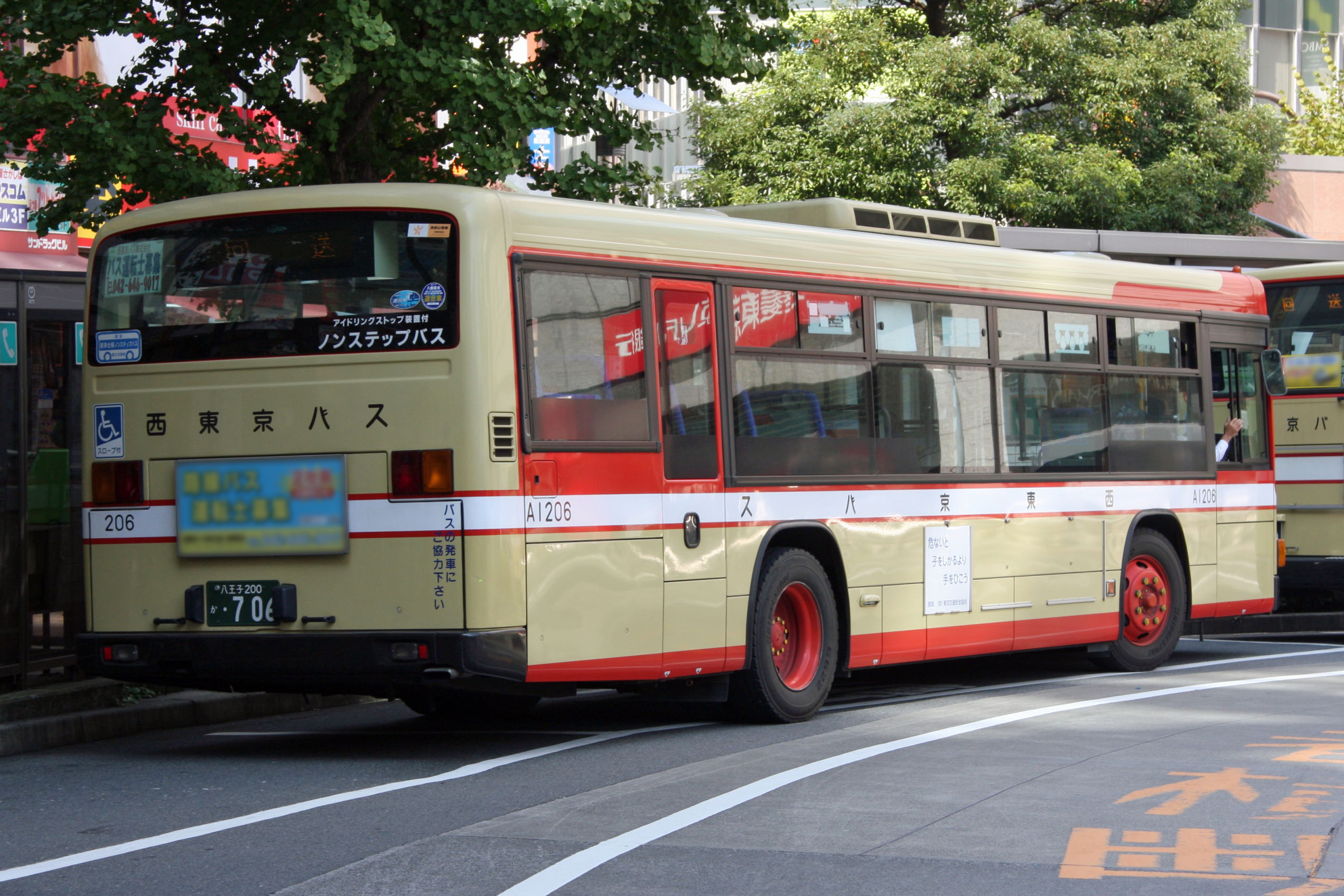
自動車NOx・PM法適合ステッカー（リアウィンドー右下の左側の楕円形のステッカー）が貼付されたバス車両（西東京バス）

法の対象地域、すなわち、窒素酸化物対策地域および粒子状物質対策地域については、自動車から排出されるNOx、PMの排出総量の削減に取り組んできた結果、大気環境は改善されてきた。しかし、大都市地域内の一部地域については、いまだ改善が阻害されており、大気環境基準が達成されず、大気の汚染が特に著しい地区において、さらに対策の強化を図る必要が生じた。
このため、該当する地区について、局地汚染対策および流入車対策を行うための措置を講じた。
具体的には、
1. 都道府県知事が窒素酸化物重点対策計画または粒子状物質重点対策計画を策定すること
2. 自動車の交通需要を生じさせる用途の建物を新設する際の届出制度を設けること
3. 窒素酸化物対策地域および粒子状物質対策地域の外に使用の本拠の位置を有する自動車を使用する事業者による取組の導入等事業活動に伴う自動車から排出されるNOx、PMの排出の抑制のための措置を拡充すること

を内容とする「自動車から排出される窒素酸化物及び粒子状物質の特定地域における総量の削減等に関する特別措置法の一部を改正する法律（平成19年法律第50号）」による法改正が行われた。この改正法は2008年（平成20年）1月1日に施行された。
この改正法施行（交付受付は2007年12月17日より）と同時に、自動車NOx・PM法適合車のさらなる普及・促進を目的に、同法に適合した車両（乗用車、及び既に国土交通省低排出ガス認定車ステッカーが貼付された車両を除く）に適合車であることを示すステッカーを貼付する「自動車NOx・PM法適合車ステッカー制度」が施行された。ステッカーは平成17年排出ガス規制（新長期規制）適合車（ADG-等、3桁の規制識別記号の1桁目が"A"）用とそれ以外の車両用の2種類があり、貼付は任意である。

## 課題
- 主に対象地域内で使用するために、法律の適用を免れようと対象地域外で車庫証明登録する「車庫飛ばし」が問題化しており、逮捕者も出ている。

## 法の構成
- 第1章 総則（第1条-第5条）
- 第2章 自動車排出窒素酸化物等の総量の削減に関する基本方針及び計画（第6条-第11条）
- 第3章 自動車排出窒素酸化物等の総量の削減に関する特別の措置
  - 第1節 窒素酸化物排出自動車等に関する措置（第12条-第14条）
  - 第2節 窒素酸化物重点対策地区等に関する措置（第15条-第30条）
  - 第3節 事業者に関する措置（第31条-第43条）
- 第4章 雑則（第44条-第48条）
- 第5章 罰則（第49条-第52条）
- 附則

## 所轄官庁
- 環境省・国土交通省